# Irish League 1920/1921
Dvacátý sedmý ročník Irish League (1. irské fotbalové ligy) se konal za účasti s pěti klubů. Titul získal pošesté ve své klubové historii Glentoran FC. 
Hrálo se již naposled jako ostrovní celek Irska. Od příští sezony tak byli dvě samostatné ligy: Severoirská a Irská.